# 隅谷百花
隅谷 百花（すみたに ももか、2004年11月20日 - ）は、日本のアーティスト、女優、歌手、ダンサー。Girls2のメンバー。兵庫県出身。
EXPG高等学院 東京校卒業。

## 来歴
2015年、EXPG STUDIO OSAKAに入校。
2017年、EXPG内のパフォーマンスグループ・KIZZYに選抜される。
2018年から1年間、ガールズ×戦士シリーズ2作目の『魔法×戦士 マジマジョピュアーズ!』に出演し、初期メンバーの戦士のひとり・白雪リンを演じた。また、同番組で結成されたアイドルユニット・magical2のメンバーとしても活動した。
2019年3月、magical2および関連する2ユニットのメンバーから結成されたパフォーマンスグループ・Girls2の一員となる。シンボルカラーは青（2020年1月に公開されたアーティスト写真での衣装の色は赤）。
翌4月より、テレビ東京・おはスタのおはガールに起用され、「おはガール from Girls2」とした。2019年4月から2020年3月は水曜日、2020年4月からは菱田未渚美とともに金曜日を担当。
アルバルク東京公式応援ガールズ衣装及び2019年度おはガール衣装のユニフォームの背番号は52。
2020年4月、「ガル学。」から派生したユニットwest²のメンバーとなる。
2021年3月26日をもって小田柚葉、鶴屋美咲、小川桜花、増田來亜と共に2年間務めたおはガールを卒業した。また、2年目から同じおはガールであった菱田未渚美、山口綺羅、原田都愛、石井蘭は2021年10月1日までおはガールを継続していた。
2021年7月より開始したドラマガル学。〜ガールズガーデン〜にモモカ役として出演している。
2022年8月4日　新番組「この恋イタすぎました」放送。
2022年12月21日 8thEP「Love Genic/Bye-Bye-Bye」の通常盤には、ソロカバー曲「点描の唄」が収録。

## 人物
Girls²公式サイトからの引用↓
- EXPG STUDIO OSAKA 出身
- 趣味：⾳楽鑑賞、映画鑑賞、友達と遊ぶ、美味しい物を⾷べる、部屋の間取りやルームツアーを⾒る、ナンプレ、(照明でムードを作る)
- 特技：階段の速降り
- 好きな食べ物：アイス、ピザ、チーズ、⽟ねぎ、トマト、マスカット、桃、苺、抹茶系、ガム、きゅうり
- 好きな飲み物：⽔、紅茶、フラペチーノ、シェイク
- 好きな漫画/アニメ：「ドラえもん」、「クレヨンしんちゃん」、「SPY×FAMILY」、「約束のネバーランド」
- 好きなスポーツ：バスケ
- 好きなゲーム：Minecraft、Call of Duty、ナンプレ、io 系、おとせぇぇえ、ビルチャリ
- 好きな映画：「インスタント・ファミリー 〜本当の家族⾒つけました〜」、「クルーレス」、「マチルダ」、「リベンジ・スワップ」、「ハングオーバー︕」、「フィアー・ストリート」、「スパイキッズ」、「スーサイド・スクワッド」
- 好きな本：「特別法第001条DUST」、「バムとケロのにちようび」、「孤島の野⽝」
- 好きな曲：Crisaunt「Dream Girl」、Nirvana「Heart-Shaped Box」、Mazzy Star「Fade Into You」、Morgan Wallen「Wasted On You」、Butter Bath「You and Me」、Aimee Mann「Save Me」、Bon Iver & St. Vincent「Rosyln」、Why These Coyotes「Vicious Mercury」、No Vacation「Waltzing Back」、The Undercover Dream Lovers「I Don't Know Your Name」、Men I Trust「Lauren」、Becky G, Bad Bunny「Mayores」、Don Omar, Lucenzo「Danza Kuduro」、たかやん「嫉妬したっていいじゃん」
- 好きなYouTuber/インフルエンサー：ariadnagiledo 、minnarosa 、xsylance 、peach pottery 、Billy Keogh 、julianachahayed、Alessandra Fontana、YASS_OOTD、Hot potato chips、Jannatul Mitsisen
- 好きな絵文字：🧿🪥💶🔋📟☎📲🚦🎧🎸🎫🎱🥂🌞✨🌷🌹💪🏾😻👾🤭😏😎
- 好きな動物：猫、狼、モモンガ
- 好きなファッション：Y2K、グランジ、モード、アメカジ、ストリート
- 憧れの人：アリアナ・グランデ、DJ OZMA
- 座右の銘：「笑われて笑われて強くなる」、「秘密は⼥を⼥にする」
- アーティストでなかったらやってみたい職業：スパイ、海外に⾏く仕事、UberEats配達員
- 行ってみたい国：ドイツ、アメリカ、イギリス、イタリア、フランス、ブラジル、スイス、スウェーデン、アイスランド、スペイン

## 出演

### テレビドラマ
- ガールズ×戦士シリーズ（テレビ東京）
  - 魔法×戦士 マジマジョピュアーズ!（2018年4月 - 2019年3月） - 白雪リン 役
  - ひみつ×戦士 ファントミラージュ!
    - 第7話（2019年5月19日） - 白雪リン 役
    - 第43話（2020年2月2日） - カニB（声） 役

  - ポリス×戦士 ラブパトリーナ! 第43話（2021年5月23日） - 白雪リン 役[9]
- ガル学。〜ガールズガーデン〜（2021年7月7日 - 9月29日） - モモカ 役

- おはスタ（テレビ東京）
  - （2018年9月26日・11月29日・12月12日・2019年2月13日） - magical2としてゲスト出演
  - （2019年4月8日 - 2020年3月31日） - 水曜おはガール
  - （2020年4月10日 - 2021年3月26日） - 金曜おはガール

### テレビ
- イキザマJAPAN 小籔サンタの夢かなえ'mas（2016年12月24日、関西テレビ）
- 音力-ONCHIKA-（2020年4月3日、読売テレビ）
- スマイルスタジアムNST（2021年4月10日、NST新潟総合テレビ）
- 夜バゲット（2022年4月15日、日本テレビ）
- この恋イタすぎました（2022年9月15日、日本テレビ） - バービー 役[10]）
- 浜ちゃんが!（2023年5月10日、読売テレビ）
- オオカミ少年・ハマダ歌謡祭（2023年8月18日[11]、TBS）

### 映画
- 劇場版 ひみつ×戦士 ファントミラージュ! 〜映画になってちょーだいします〜（2020年7月23日） - 白雪リン 役
- 劇場版 ポリス×戦士 ラブパトリーナ! ～怪盗からの挑戦！ ラブでパパッとタイホせよ！～（2021年5月21日） - 白雪リン 役

### テレビアニメ
- ガル学。〜聖ガールズスクエア学院〜（2020年4月 - 2021年3月、テレビ東京） - モモカ 役[12]

### ラジオ
- RADIO MASHUP（2019年2月3日・10日・4月28日・10月13日・12月15日・2020年3月8日、Fm yokohama）
- GENERATIONSのGENETALK（2019年2月4日、JFN系列）
- Ario Happy Saturday（2019年9月28日、FM岡山）
- 『おはようのスマイル』Special（2019年11月17日、FM愛知）
- Kiss MUSIC PRESENTER（2020年3月23日、Kiss FM KOBE）
- GENERATIONS小森隼のGood Laugh and Sleep（2020年3月30日、ニッポン放送）
- Dream shizukaのdream a Dream（2020年3月30日、FM OH!）
- Girls²のがるがるトーク!（2021年7月3日-、文化放送）
- Girls²ミサキとクレアのアニファン!（2023年7月13日・20日文化放送）

### ライブ
- EXILE LIVE TOUR 2015 "AMAZING WORLD"（2015年） - サポートダンサー
- ドラゴンクエストライブスペクタクルツアー（2016年） - サポートダンサー
- 三代目J Soul Brothers LIVE TOUR 2016-2017 "METROPOLIZ"（2016 - 2017年） - サポートダンサー

### MV
- GENERATIONS from EXILE TRIBE「Y.M.C.A.」（2017年）